# Absalzung
Unter Absalzung versteht man die Ausschleusung von Kessel- oder Kreislaufwasser aus z. B. Dampfkesseln oder Verdunstungskühlern mit dem Ziel, den Salzgehalt des Wassers und damit Korrosion und Ablagerungen zu verringern.

## Hintergrund
Bei Dampfkesseln führen die Speisewasserpumpen ständig frisches Wasser nach, um den Wasserverlust, der durch die Verdampfung entsteht, zu kompensieren. Ebenso muss bei Verdunstungskühlern der Verlust durch Verdunstung ständig durch Nachspeisung von Frischwasser ausgeglichen werden. Stets wird dem Wasser lediglich chemisch reines Wasser entzogen, Salze und Härtebildner bleiben zurück. Dadurch steigt deren Konzentration im zurückbleibenden Wasser stetig an, was zu verstärkter Korrosion und Ablagerungen führen kann. Deswegen muss durch Ausschleusung von Wasser regelmäßig der Salzgehalt reduziert werden, um selbigen in gewissen Grenzen zu halten. Dies geschieht manuell oder automatisch durch sogenannte Absalzventile.

## Wichtige Größen

### Eindickungszahl
Die Eindickungszahl {\displaystyle EZ} ist eine Größe der Dimension Zahl, die das Verhältnis zwischen dem zulässigen Salzgehalt des Wassers im Prozess {\displaystyle S} und dem Salzgehalt des nachgeführten Wassers {\displaystyle s} beschreibt:
{\displaystyle EZ={\frac {S}{s}}}

### Zusatzwassermenge
Die Zusatzwassermenge {\displaystyle Q_{zu}}, die notwendig ist, um {\displaystyle S} nicht zu überschreiten, berechnet sich aus der verdunstenden bzw. verdampfenden Wassermenge {\displaystyle Q_{v}} und der Eindickungszahl {\displaystyle EZ} zu
{\displaystyle Q_{zu}=Q_{v}{\frac {EZ}{EZ-1}}}.
Das Zusatzwasser {\displaystyle Q_{zu}} gleicht also einerseits den Wasserverlust {\displaystyle Q_{v}} aus, andererseits „verdünnt“ es das verbleibende Wasser so weit, dass {\displaystyle S} nicht überschritten wird.

### Absalzverlust
Der Absalzverlust {\displaystyle Q_{a}} ist die Differenz zwischen dem zugeführten Wasser {\displaystyle Q_{zu}} und dem entweichenden Wasser {\displaystyle Q_{v}}, welche aus dem Prozess entfernt werden muss, um die Gesamtwassermenge konstant zu halten:
{\displaystyle Q_{a}=Q_{zu}-Q_{v}}
Der Absalzverlust kann auch in Abhängigkeit von der Eindickungszahl ausgedrückt werden:
{\displaystyle Q_{a}=Q_{v}{\frac {1}{EZ-1}}}

## Minimierung des Wasserbedarfs

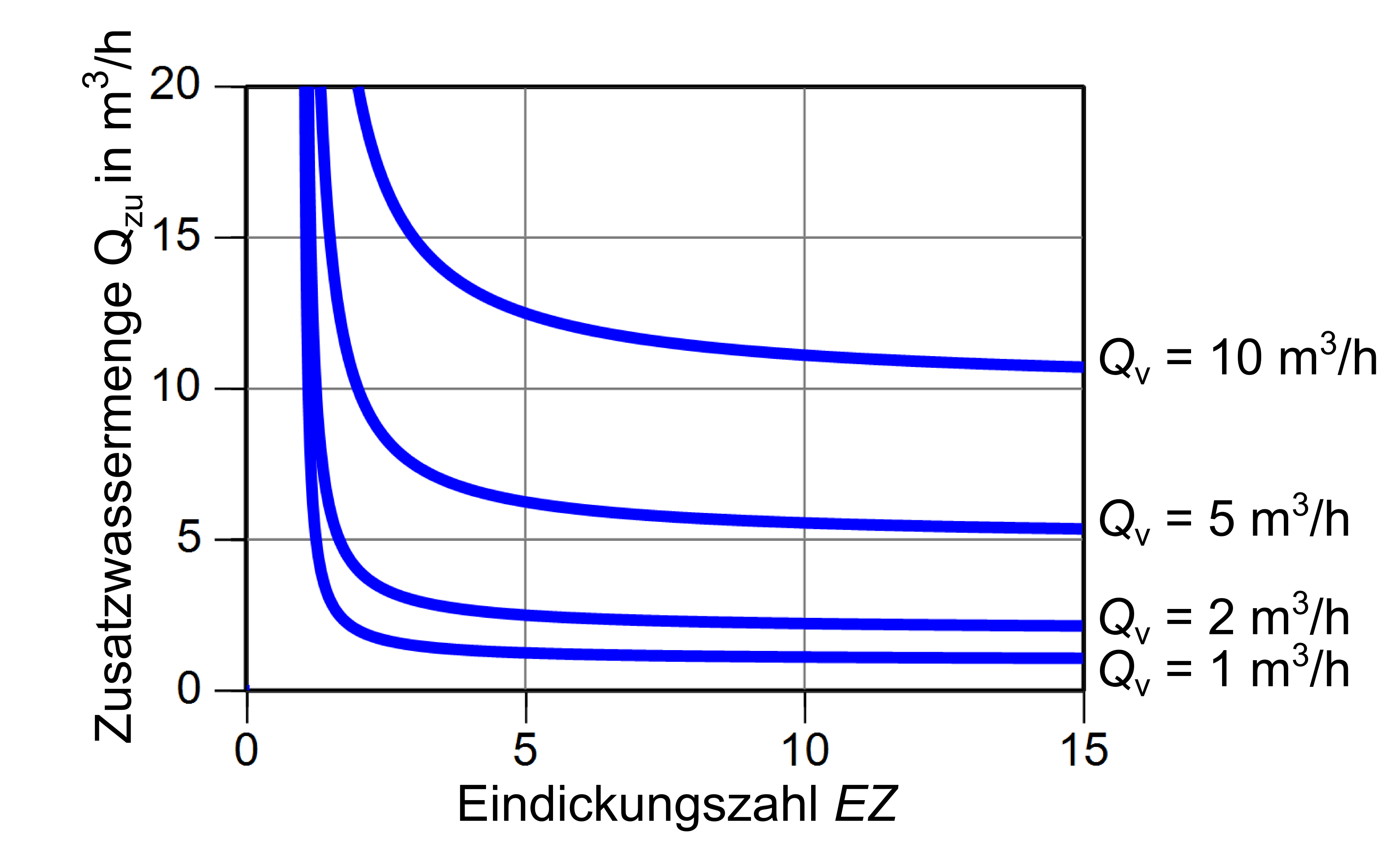
Benötigtes Zusatzwasser in Abhängigkeit von der Eindickungszahl bei verschiedenen Verdunstungsmengen

Aus den Formeln geht hervor, dass durch Erhöhung der Eindickungszahl, also durch Reduktion des Salzgehaltes im Nachspeisewasser {\displaystyle s}, die zuzuführende Wassermenge {\displaystyle Q_{zu}} reduziert und damit Wasser gespart werden kann. Insbesondere für Eindickungszahlen kleiner ca. 2 steigt die benötigte Zusatzwassermenge {\displaystyle Q_{zu}} stark an. Für große {\displaystyle EZ}, also wenn im Vergleich zum Wasser im Prozess sehr salzarmes Wasser zugesetzt wird, nähert sich {\displaystyle Q_{zu}} an {\displaystyle Q_{v}} an. Es wird dann fast nur der Verlust {\displaystyle Q_{v}} kompensiert, der Absalzverlust {\displaystyle Q_{a}} geht dann gegen null.
In der Praxis kann {\displaystyle s} nicht beliebig klein gewählt werden, sondern hängt vom zur Verfügung stehenden Versorgungswasser ab. Die Eindickungszahl {\displaystyle EZ} gibt dann an, um welchen Faktor der Salzgehalt im Prozess {\displaystyle S} höher ist. Es wird dann in der Regel eine Eindickungszahl von 2 bis 4 gewählt, um einerseits die Zusatzwassermenge {\displaystyle Q_{zu}} möglichst gering zu halten und andererseits den Salzgehalt {\displaystyle S} nicht zu stark ansteigen zu lassen. Ein höheres {\displaystyle EZ} und damit ein höheres {\displaystyle S} würde nur zu einer unwesentlichen weiteren Wasserersparnis führen.

## Absalzventile

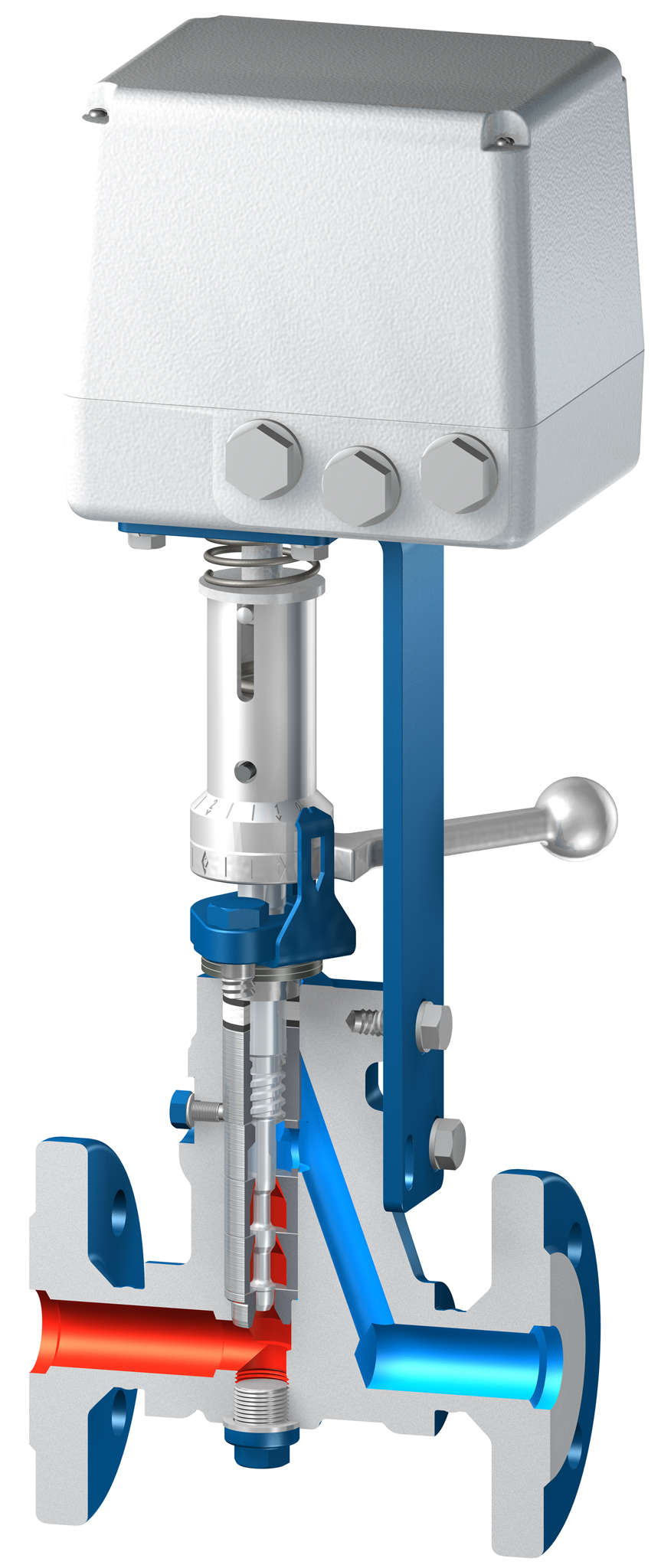
Absalzventil

Absalzventile dienen der kontrollierten Ausschleusung des Absalzverlustes {\displaystyle Q_{a}}. Ihre Funktion ähnelt damit derer von Abschlammventilen. Durch permanente Kesselwasserüberwachung leisten die Armaturen einen erheblichen Beitrag zum Anlagen- und Personenschutz.
Ihre bevorzugten Einsatzgebiete sind:
- Großwasserraumkessel
- Abhitzekessel
- Reindampferzeuger

### Manuelle Absalzventile
Bei manuellen Absalzventilen erfolgt über den Handhebel anhand der Skalierung eine Einstellung der kontinuierlichen
Absalzmenge. Durch geeignete Konstruktion des Kegels der Absalzventile, der Stufendüse, kann die Ausschleusung geräusch-
und verschleißarm erfolgen. Eine freie Wahl der Ventilkennlinie ermöglicht eine optimale Anpassung an die Speisewasser- und Kesselwasserqualität sowie an die Kesselleistung. Für eine manuelle Probenentnahme ist in der Regel unterhalb des Ventiles druckseitig ein Probenentnahmeventil vorhanden.

### Automatische Absalzventile
Bei den automatischen Absalzventilen erfolgt die Einstellung der Absalzmenge über einen elektrischen Stellantrieb, der auf
dem manuellen Absalzventil montiert ist. Die Ansteuerung des Stellantriebes erfolgt über einen Leitfähigkeitsregler. Ob und wie weit das Ventil geöffnet wird, ist abhängig von der über eine Leitfähigkeitselektrode mit automatischer Temperaturkompensation gemessene Leitfähigkeit im Kesselwasser. Die automatischen Absalzventile finden besonders in Anlagen Anwendung, die wachfrei betrieben werden.